# Comisión General de las Comunidades Autónomas
La Comisión General de las Comunidades Autónomas es una comisión parlamentaria del Senado de España. La comisión, que tiene carácter de permanente, es la comisión más grande del Senado, puesto que su composición es el doble de cualquier comisión común. Creada en 1994, su objetivo, como cámara territorial, es la de conocer todos los asuntos relativos al Estado autonómico. Su actual presidente es Manuel Cruz, del grupo socialista.

## Historia
Durante la iv legislatura, se constituyó una ponencia en el seno de la Comisión de Reglamento del Senado con el objetivo de estudiar una reforma reglamentaria que potenciase las funciones del Senado como una cámara territorial. Finalizados los trabajos de la ponencia, el pleno del Senado, reunido el 12 de diciembre de 1989, aprobó unánimemente una moción que giraba en torno a potenciar la presencia de las instituciones autonómicas en la cámara alta y el uso de lenguas cooficiales en ésta, que incluía la creación de esta comisión.
La reforma del reglamento estuvo prevista para ser aprobada en la sesión del 27 de abril de 1993, sin embargo, el adelanto electoral provocó la disolución de las Cortes Generales, impidiendo así su aprobación. Fue finalmente aprobada el 11 de enero de 1994, desapareciendo la Comisión de Autonomías y Organización y Administración Territorial y creándose la actual comisión.

## Competencias
El ámbito competencial asignado a la CGCA, o CGCCAA es de gran amplitud:
1. Iniciar cuantos trámites informativos, de estudio o de seguimiento considere oportunos sobre materias de naturaleza autonómica, con respeto a las competencias de las comunidades autónomas.
2. Informar acerca del contenido autonómico de cualquier iniciativa que haya de ser tramitada en el Senado.
3. Conocer acerca de los convenios que las comunidades autónomas celebren entre sí para la gestión y prestación de servicios de su competencia, así como pronunciarse sobre la necesidad de autorización de las Cortes Generales.
4. Pronunciarse sobre la autorización que las Cortes Generales puedan otorgar para la celebración de acuerdos de cooperación entre las comunidades autónomas.
5. Ser informada por el Gobierno de los acuerdos que se celebren entre él y las comunidades autónomas.
6. Ser informada por el Gobierno de los procedimientos formalizados ante el Tribunal Constitucional contra normas o actos de las comunidades autónomas, y recibir informe periódico del Gobierno sobre la conflictividad entre el Estado y las comunidades autónomas.
7. Recabar información y conocer los acuerdos que se alcancen en los órganos de cooperación y coordinación bilateral o multilateral existentes entre el Gobierno y las comunidades autónomas, en especial el Consejo de Política Fiscal y Financiera.
8. Promover la cooperación y la coordinación entre las diversas Administraciones Públicas en materias de su competencia, favoreciendo la colaboración entre ellas y la definición de ámbitos específicos de encuentro.
9. Proponer a los poderes públicos recomendaciones sobre cuestiones de su competencia.
10. Informar sobre las iniciativas de atribución por las Cortes Generales, en materias de competencia estatal, a todas o alguna de las comunidades autónomas de la facultad de dictar, para sí mismas, normas legislativas en el marco de los principios, bases y directrices fijados por una ley estatal. Sin perjuicio de la competencia de los Tribunales, ni de que en cada ley marco se establezcan modalidades específicas de control de las Cortes Generales sobre estas normas legislativas de las comunidades autónomas, la Comisión General de las comunidades autónomas asumirá por sí misma funciones para su seguimiento y control.
11. Informar sobre las iniciativas por las que el Estado acuerde transferir o delegar en las comunidades autónomas facultades correspondientes a materias de titularidad estatal, así como sobre las formas de control de las mismas que se reserve el Estado.
12. Informar los proyectos de ley en los que se establezcan los principios necesarios para armonizar las disposiciones normativas de las comunidades autónomas.
13. Informar las iniciativas del Gobierno encaminadas a solicitar la autorización del Senado para adoptar las medidas necesarias para obligar a una Comunidad Autónoma al cumplimiento forzoso de sus obligaciones constitucionales y legales, o prevenir su actuación cuando atente gravemente al interés general de España.
14. Informar sobre las iniciativas del Gobierno respecto de la propuesta de disolución de los órganos de las Corporaciones Locales, en el supuesto de que su gestión sea gravemente dañosa para los intereses generales o que suponga el incumplimiento de sus obligaciones constitucionales y legales.
15. Informar sobre la dotación, distribución y regulación del Fondo de Compensación Interterritorial, ejercer el control y seguimiento de los proyectos de inversión incluidos en él y valorar su impacto conjunto en la corrección de los desequilibrios interterritoriales.
16. Informar sobre las secciones del proyecto de ley de Presupuestos Generales del Estado que afecten al sistema de financiación de las comunidades autónomas. Los informes correspondientes serán remitidos a la Comisión de Presupuestos, para su conocimiento.
17. Ser informada, por el Gobierno y la Comisión Mixta Congreso-Senado para la Unión Europea, sobre los procesos de adaptación normativa o actos de los órganos de la Unión Europea con trascendencia regional o autonómica.
18. Formular al Gobierno sus criterios respecto a la representación española en todos aquellos foros internacionales donde haya una participación territorial.
19. Conocer la cuantía y distribución de los Fondos de la Unión Europea destinados a la corrección de los desequilibrios regionales o interterritoriales en España, así como efectuar el seguimiento de la ejecución de los proyectos de inversión que se financien a su cargo.
20. Ejercer la iniciativa legislativa mediante proposiciones de ley.
21. Remitir al Presidente del Senado un informe anual sobre sus actividades y deliberaciones respecto del desarrollo del Estado de las Autonomías.
22. Proponer al Pleno del Senado mociones respecto a asuntos de su competencia.
23. Sin perjuicio de las funciones recogidas en los apartados anteriores, la Comisión General de las comunidades autónomas ejercerá todas aquellas de carácter no legislativo que el Reglamento atribuye de modo genérico a las Comisiones de la Cámara o las que le encomiende la Mesa del Senado, siempre que estén relacionadas con cuestiones autonómicas.

## Reglas

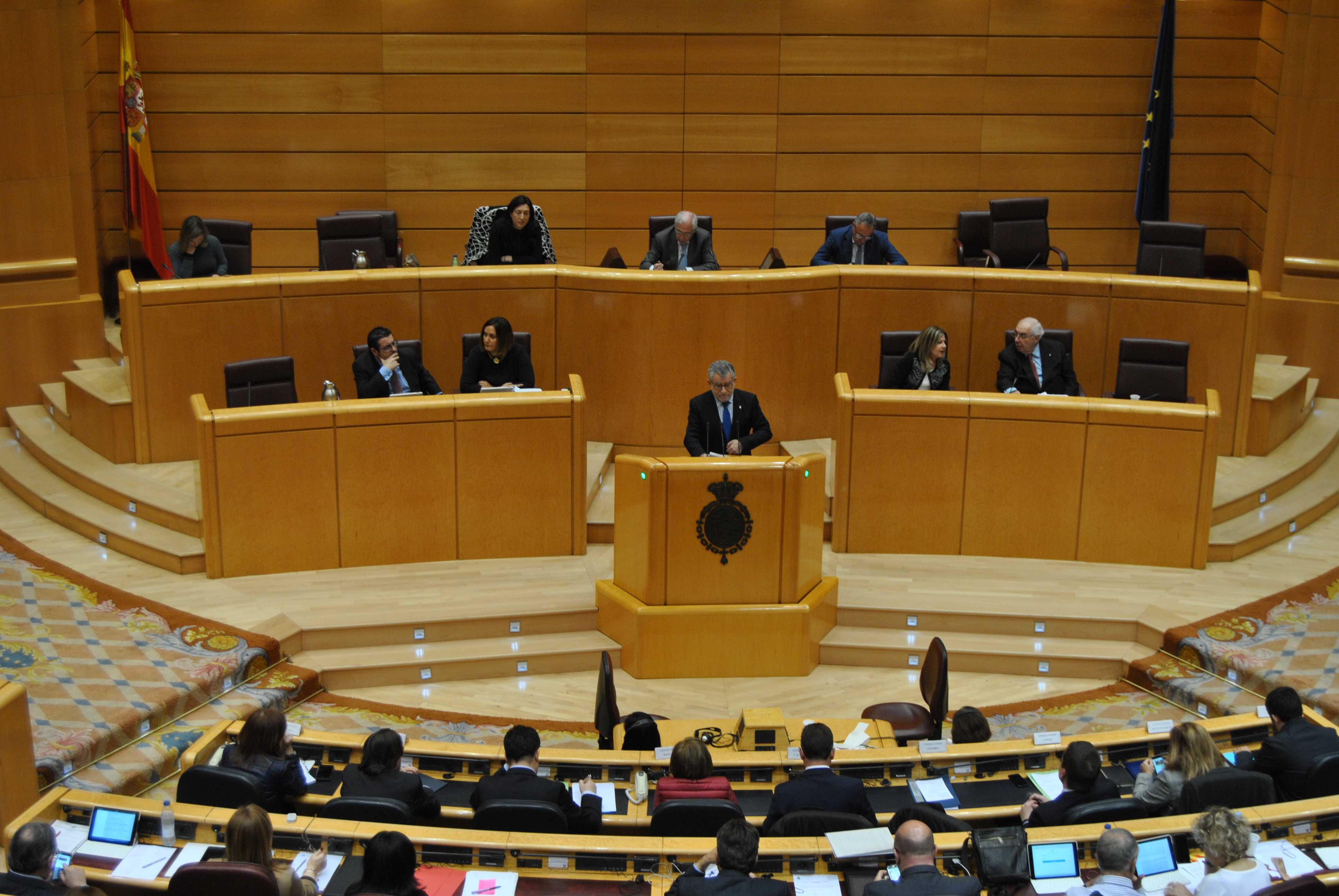
Una sesión de la Comisión en 2010.

### Composición y asistencia
La comisión se compone de senadores designados por los distintos grupos parlamentarios que conforman el Senado. A diferencia del resto de comisiones, el artículo 51 del reglamento establece que los grupos deben designar el doble de miembros que corresponden a las comisiones. Igualmente, la Mesa de la Comisión General de las Comunidades Autónomas se compone de un presidente, dos vicepresidentes y cuatro secretarios.
A las sesiones de las comisiones pueden asistir e intervenir en la comisión, aún sin ser miembros:
- Todos los senadores por designación autonómica, así como tener turno de palabra si previamente lo han solicitado mediante inscripción.
- El Gobierno de la Nación, que tiene preferencia de entre los oradores.
- Los presidentes o miembros de los consejos de gobierno autonómicos.

### Sesiones
La Comisión General se reúne a iniciativa del presidente de la Comisión o un tercio de sus miembros, a iniciativa del Pleno del Senado, o cuando sea solicitado por el Gobierno de la Nación o por un Consejo de Gobierno autonómico. Obligatoriamente, anualmente se realiza una sesión dedicada a efectuar un balance de la situación del Estado de las Autonomías.
Las intervenciones que se realicen en la comisión pueden realizarse en la lengua común o en cualquier otra lengua con carácter de cooficial.

## Composición actual
Actualmente está compuesta por 56 senadores:
| Mesa de la Comisión | Mesa de la Comisión | Mesa de la Comisión                                                                      | Mesa de la Comisión                                    | Mesa de la Comisión                                    | Mesa de la Comisión                             | Mesa de la Comisión                                        | Mesa de la Comisión                                                 |
| Presidente | Presidente | Vicepresidente primero                                                                   | Vicepresidente segundo                                 | Secretario primero                                     | Secretario segundo                              | Secretario tercero                                         | Secretario cuarto                                                   |
| --- | --- | ---------------------------------------------------------------------------------------- | ------------------------------------------------------ | ------------------------------------------------------ | ----------------------------------------------- | ---------------------------------------------------------- | ------------------------------------------------------------------- |
| Joan Lerma (PSOE) | Joan Lerma (PSOE) | Manuel Cruz (PSOE)                                                                       | Luisa Fernanda Rudi (PP)                               | María Montserrat Muro Martín (PSOE)                    | Xoaquín María Fernández Leiceaga (PSOE)         | Maria Salom (PP)                                           | Asier Antona Gómez (PP)                                             |
| Miembros de la Comisión | |                                                                                          |                                                        |                                                        |                                                 |                                                            |                                                                     |
| Grupo Socialista | Grupo Popular | Grupo ERC-EH Bildu                                                                       | Grupo Vasco                                            | Grupo Ciudadanos                                       | Grupo Izquierda Confederal                      | Grupo Nacionalista                                         | Grupo Mixto                                                         |
| - María Victoria de Pablo Dávila - María Jesús Álvarez González - Francisco Javier Aragón Ariza - María Mercedes Berenguer Llorens - Cosme Bonet Bonet - María Esther Carmona Delgado - Jesús Fernández Vaquero - Ander Gil - Antonio Gutiérrez Limones - Miguel Ángel Heredia - Rafael Lemus Rubiales - María Teresa López Martín - César Alejandro Mogo Zaro - Ramón Morales Quesada - Micaela Navarro - Pedro Manuel Ramos Negrín - Lourdes Retuerto Rodríguez - Antonio Julián Rodríguez Esquerdo - Víctor Javier Ruíz de Diego - Riansares Serrano Morales | - Juan José Imbroda - Javier Arenas - José Manuel Barreiro - Manuel Blasco Marqués - Esther Basilia del Brío González - Francisco Cañizares Jiménez - David Erguido Cano - Alberto Fabra - Mercedes Fernández - Ana Lourdes González García - Rafael Hernando Fraile - José Ignacio Landaluce - Javier Maroto - José Antonio Monago - María Carmen Isabel Pobo Sánchez - Salomé Pradas Ten - Pedro Rollán Ojeda - Antonio Silván | - Mirella Cortès Gès - Sara Bailac Ardanuy - Miquel Caminal Cerdà - Jordi Martí Deulofeu | - María Isabel Vaquero Montero - María Rosa Peral Díez | - Francisco José Carrillo Guerrero - Ruth Goñi Sarries | - María Pilar González Modino - Sara Vilà Galán | - Josep Lluís Cleries i Gonzàlez - Fernando Clavijo Batlle | - Alberto Prudencio Catalán Higueras - Joaquín Vicente Egea Serrano |
| Fuente: | |                                                                                          |                                                        |                                                        |                                                 |                                                            |                                                                     |

## Presidentes
V Legislatura
- Joan Reventós (2 de febrero de 1994-7 de diciembre de 1995)
- Josefa Luzardo (7 de diciembre de 1995-9 de enero de 1996). Interina por ser Vicepresidenta primera.

VI Legislatura
- Joaquín Espert Pérez-Caballero (14 de mayo de 1996-18 de enero de 2000)

VII Legislatura
- Víctor Manuel Vázquez Portomeñe (17 de mayo de 2000-20 de enero de 2004)

VIII Legislatura
- Juan José Laborda (12 de mayo de 2004-14 de enero de 2008)

IX Legislatura
- Joan Lerma Blasco
  - Primer mandato: 13 de mayo de 2008-26 de junio de 2011
  - Segundo mandato: 13 de julio de 2011-26 de septiembre de 2011

X, XI, y XII Legislaturas
- Juan José Imbroda
  - Primer mandato: 24 de enero de 2012-26 de octubre de 2015
  - Segundo mandato: 9 de febrero de 2016-2 de mayo de 2016
  - Tercer mandato: 13 de septiembre de 2016-4 de marzo de 2019

XIII Legislatura
- Joan Lerma Blasco (desde el 30 de julio de 2019-23 de septiembre de 2019)

XIV Legislatura
- Manuel Cruz (5 de febrero de 2020-30 de mayo de 2023)

## Ponencias

### Actuales
Actualmente esta comisión no posee ninguna ponencia.

### Históricas
| Nombre                                                                                                  | Presidente | Mandato                                      | Refs.  |
| --- | ---------- | -------------------------------------------- | ------ |
| Ponencia para el estudio de los enclaves interterritoriales                                             | -          | 13 de septiembre de 1994-9 de enero de 1996  | [ 5 ]  |
| Ponencia para la evaluación del sistema de financiación autonómica                                      | -          | 28 de noviembre de 1994-9 de enero de 1996   | [ 6 ]  |
| Ponencia sobre el papel y funciones de los entes territoriales en el futuro de la Unión Europea         | -          | 28 de noviembre de 1994-9 de enero de 1996   | [ 6 ]  |
| Ponencia sobre el sistema de financiación autonómica                                                    | -          | 16 de octubre de 1996-18 de enero de 2000    | [ 7 ]  |
| Ponencia para la evaluación de las necesidades económico-financieras de carácter territorial del Senado | -          | 10 de septiembre de 1997-18 de enero de 2000 | [ 8 ]  |
| Ponencia para el estudio de la reforma del Senado                                                       | -          | 21 de junio de 2000-20 de enero de 2004      | [ 9 ]  |
| Ponencia de estudio sobre la situación de las casas y centros regionales                                | -          | 18 de marzo de 2003-20 de enero de 2004      | [ 10 ] |
| Ponencia de estudio sobre el Pacto Educativo                                                            | -          | 7 de junio de 2018-4 de marzo de 2019        | [ 11 ] |